# 佩高 (奥地利)
佩高 （德語：Peggau）是奥地利施蒂利亚州格拉茨城郊县的一个市镇。总面积11.21平方公里，总人口2186人，人口密度195.0人/平方公里（2005年）。